# Акація Бейлі
Ака́ція Бе́йлі (Acacia baileyana; місцева назва — cootamundra wattle) — багаторічна рослина родини бобових, названа на честь австралійського ботаніка Фредеріка Менсона Бейлі. Декоративна і медоносна культура.

## Опис
Дерево середнього розміру з розлогою (у старих особин — зонтикоподібною) кроною. Стовбур сягає 55 см завширшки. Кора темно-коричнева зі сріблястим відтінком, вкрита дрібними тріщинами. Гілки в перетині округлі, слабо ребристі, у молодому віці — зелені з сизим відтінком. Листки двічі парноперисті, завдовжки 2,5-5 см, сизі або сріблясто-зелені, слабко опушені. Кожна листкова пластинка складається з 2-4 пар другорядних гілочок, що несуть 6-20 пар вузько ланцетних, заокруглених на верхівці, сидячих листочків, завдовжки 4-6 (10) мм, завширшки 1 мм кожен.
Суцвіття — пазушні китиці, що складаються з 10-20 голівок, кожна з яких містить, в свою чергу, по 2-3 лимонно-жовті, з приємним запахом квітки. З них зазвичай плоди зав'язуються в 1, рідше — в 2 квітках (решта квіток тичинкові). Приквітки при основі головок ромбічні або неправильно яйцеподібні, злегка опушені. Чашечка напівкуляста, чашолистки тупуваті, світло-коричневі, опушені зовні, з блідою верхівкою і кількома гострими волосками на ній. Віночок дзвоникоподібний, жовтуватий, глибоко розсічений з подовжено-яйцеподібними, загорнутими всередину пелюстками. Тичинки світло-лимонно-жовті. Зав'язь яйцеподібна, гола; стовпчик ниткоподібний, помітно виступає над тичинками.
Плід — плаский біб, дещо опуклий над насінинами, завдовжки 3-10 см, завширшки 1-1,2 см, каштаново-бурий зовні і брудно-білий всередині. Насінини видовжено-яйцеподібні, завдовжки 5-7 мм, завширшки 2-3 мм, завтовшки 1,5 мм, чорні. Сім'яніжка дзьобоподібна, біла.
Цвітіння триває з січня по квітень. Плодоносить у серпні.

## Поширення
У природі ареал акації Бейлі охоплює австралійський штат Новий Південний Уельс. Вид натуралізований на решті території Австралії, в Новій Зеландії, Африці і тропічних районах Північної Америки.

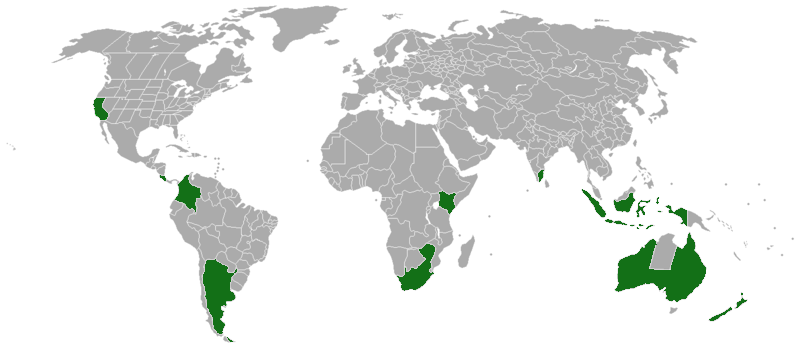
Природний ареал і місця інтродукції акації Бейлі

## Екологія
Рослина добре пристосовується до нових умов в місцях акліматизації, легко вирощується. Акація Бейлі здатна утворювати гібриди з іншими представниками роду, наприклад, з таким рідкісним видом як акація пухнаста (Acacia pubescens).
Росте швидко — в перший рік сягає висоти понад 1 м, на другому — 3 м, на третьому — 5 м, при діаметрі стовбура 5-7 см біля комля і 3-4 см на висоті 1 м.

## Застосування
Розводять як декоративну рослину: в тропічних країнах це дерево вирощують для прикрашення вулиць і парків, в Європі зрізані суцвіття використовують для створення букетів.
Акація Бейлі є цінним медоносом. Її листя містить 10,4 % танідів, в ньому також знайдена невелика кількість алкалоїдів (менше 0,02 %).

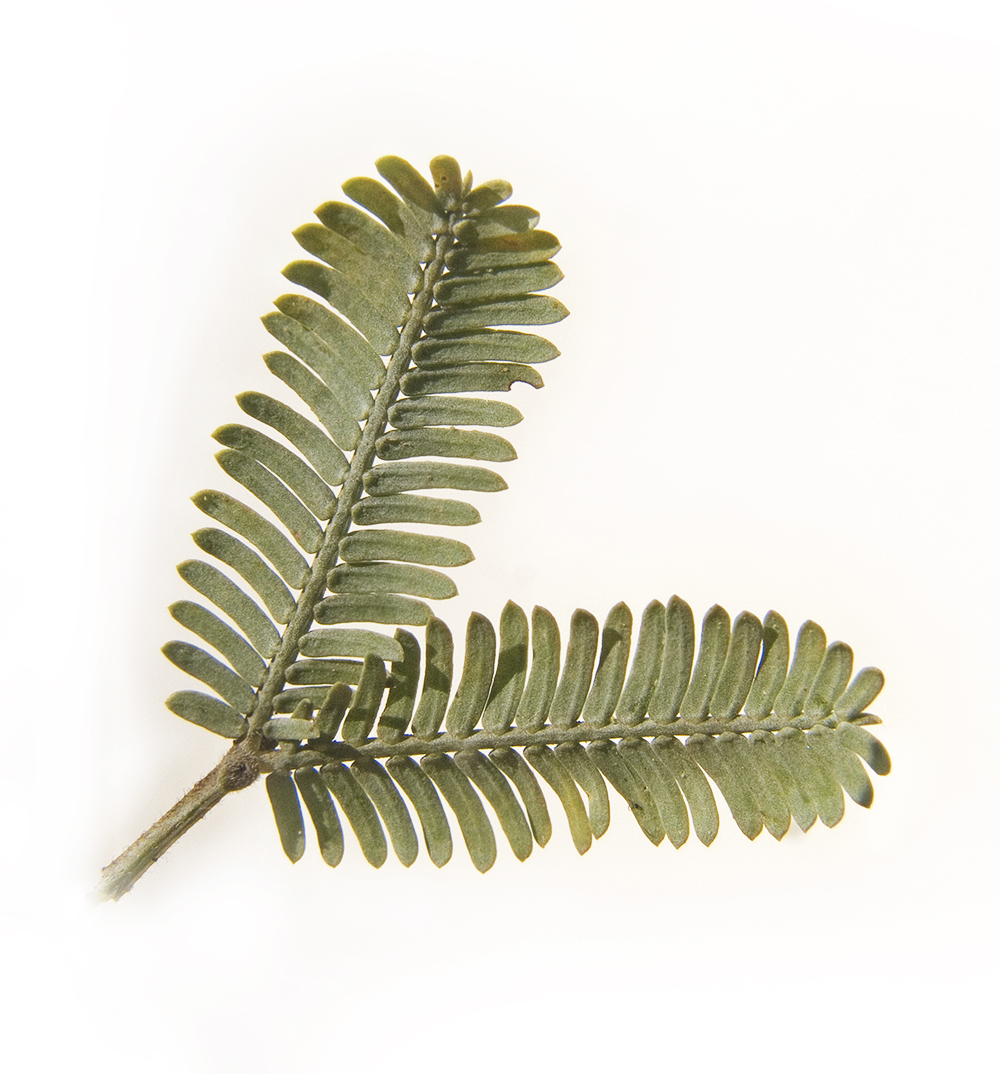
Листок великим планом
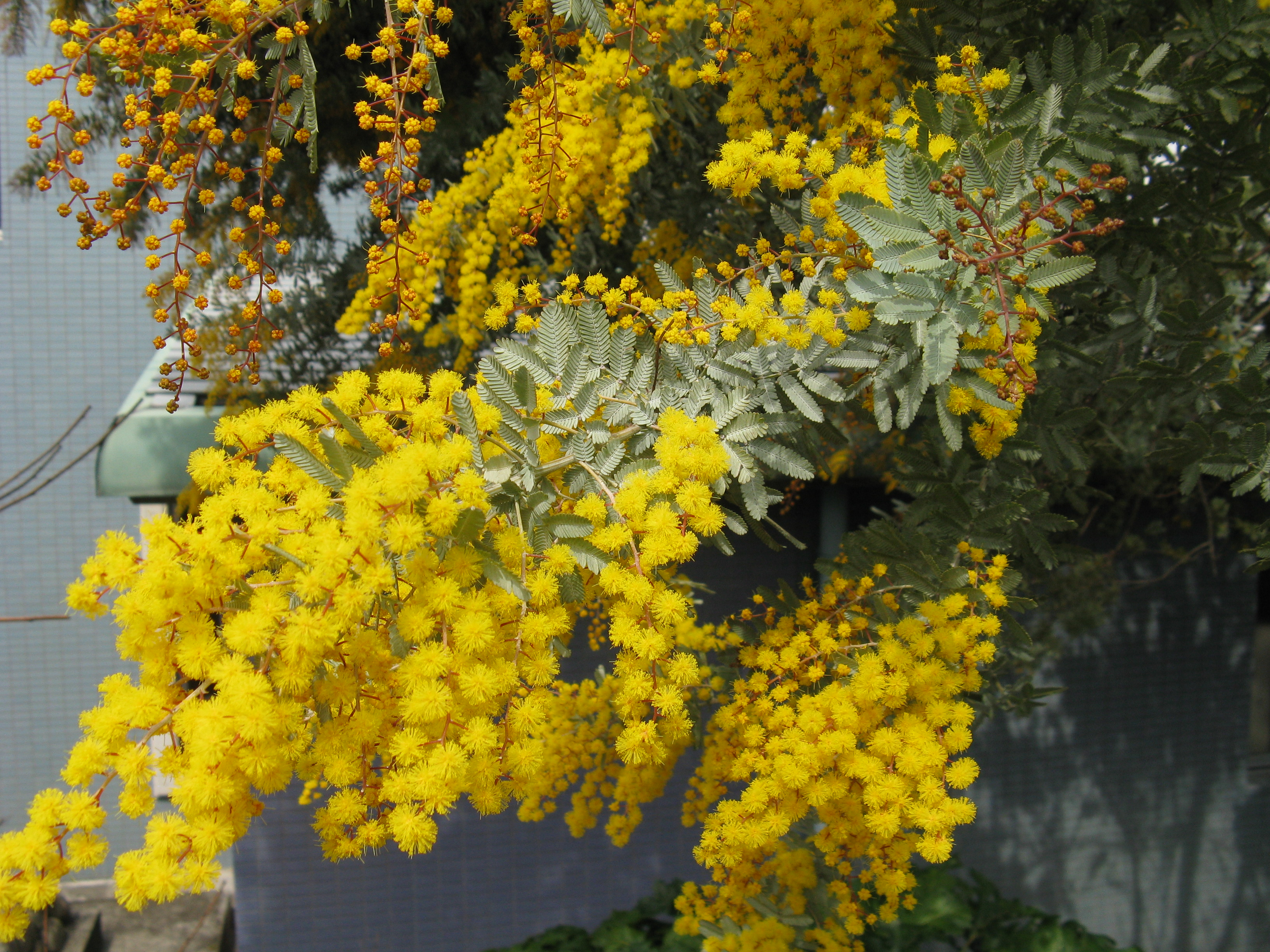
Квітуча гілка
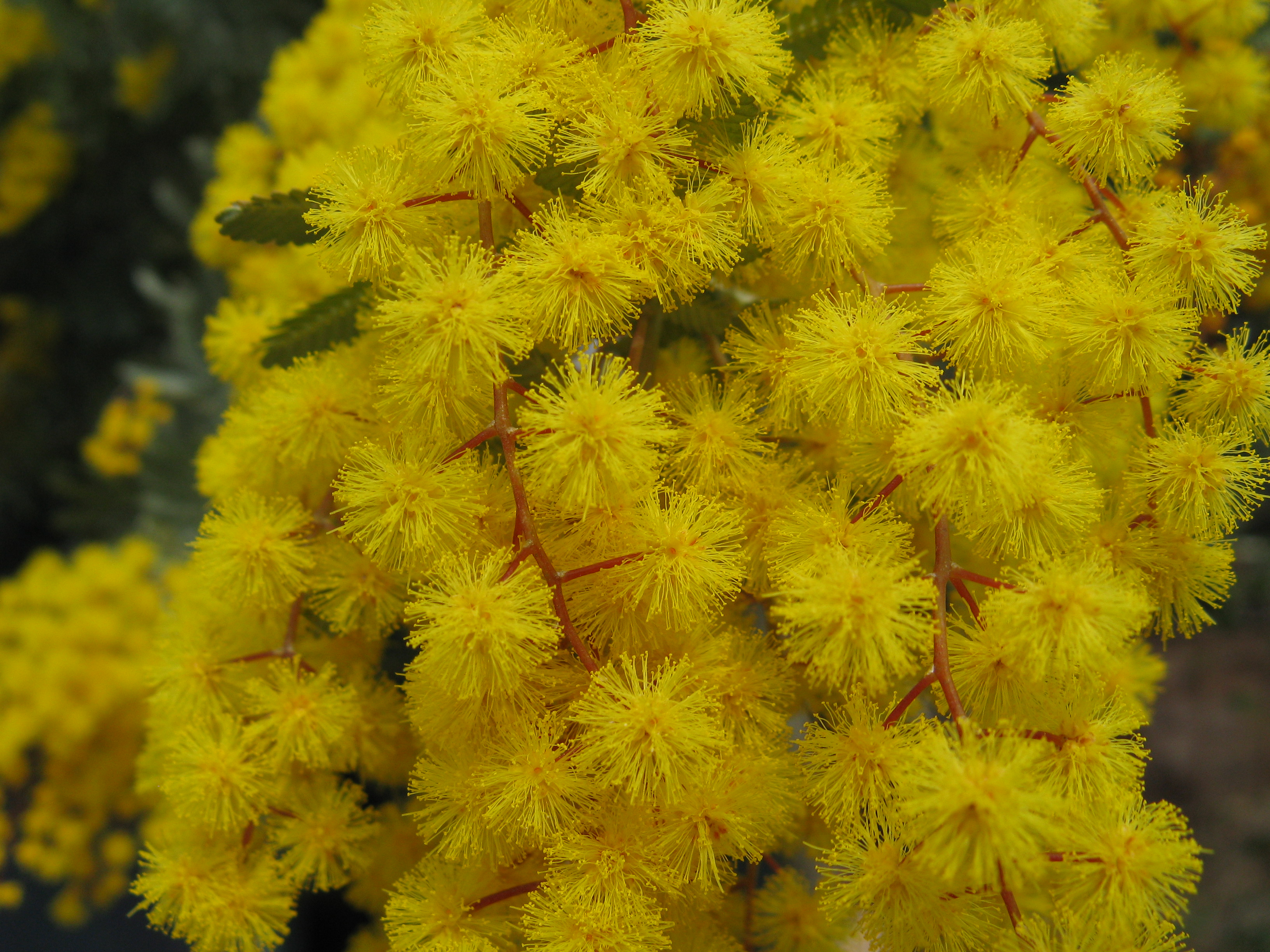
Суцвіття великим планом
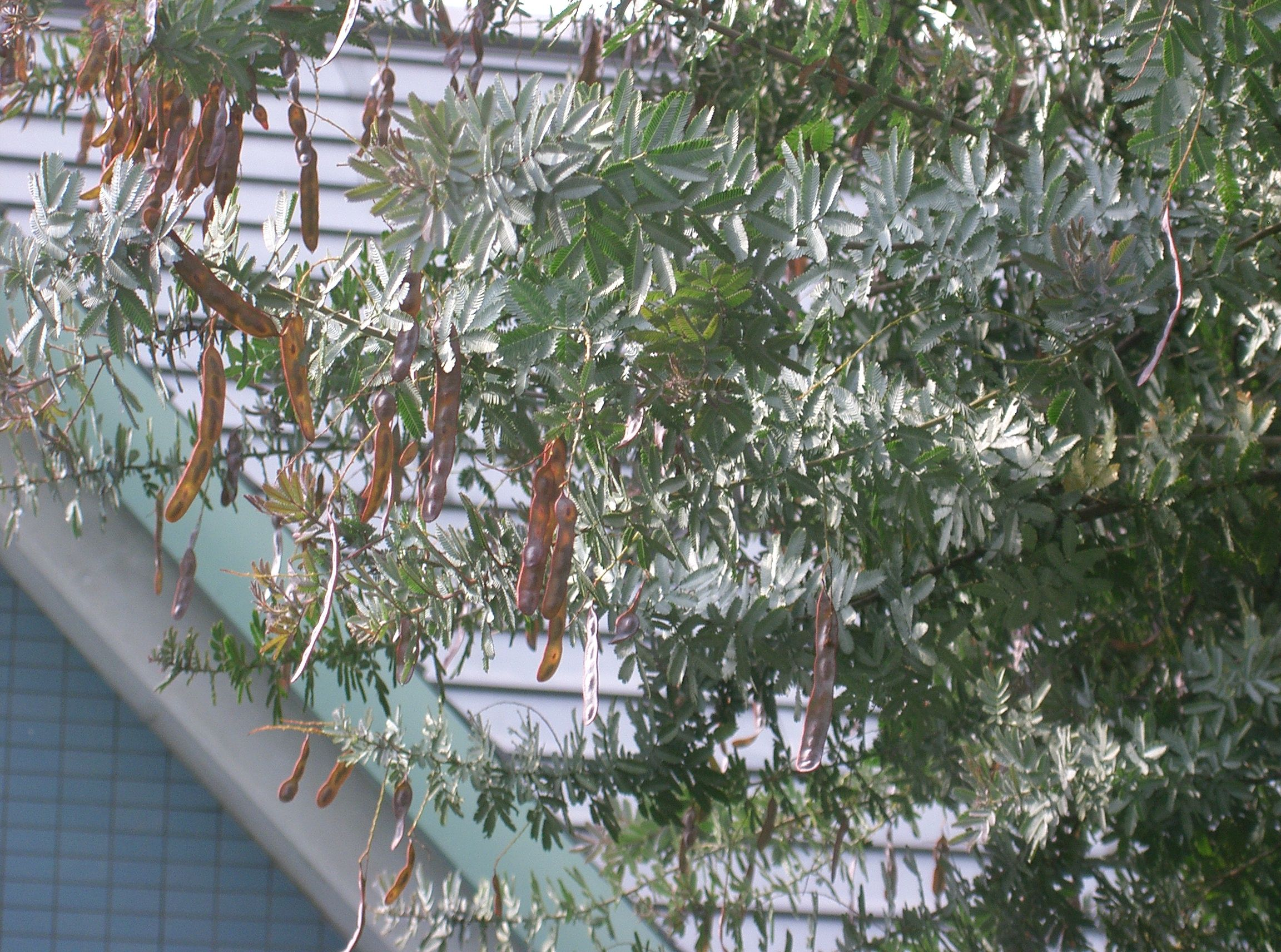
Гілка з плодами
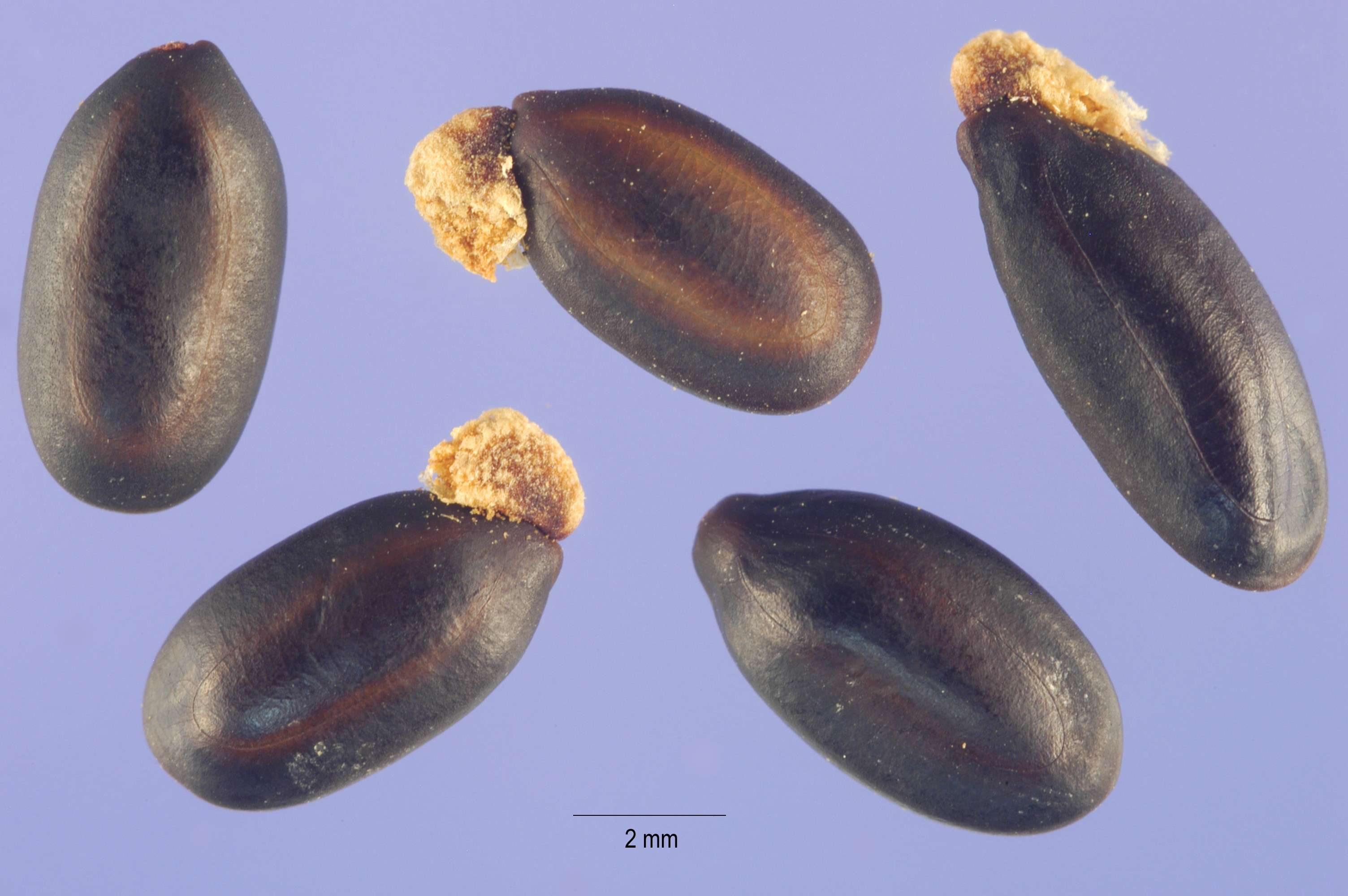
Насіння великим планом
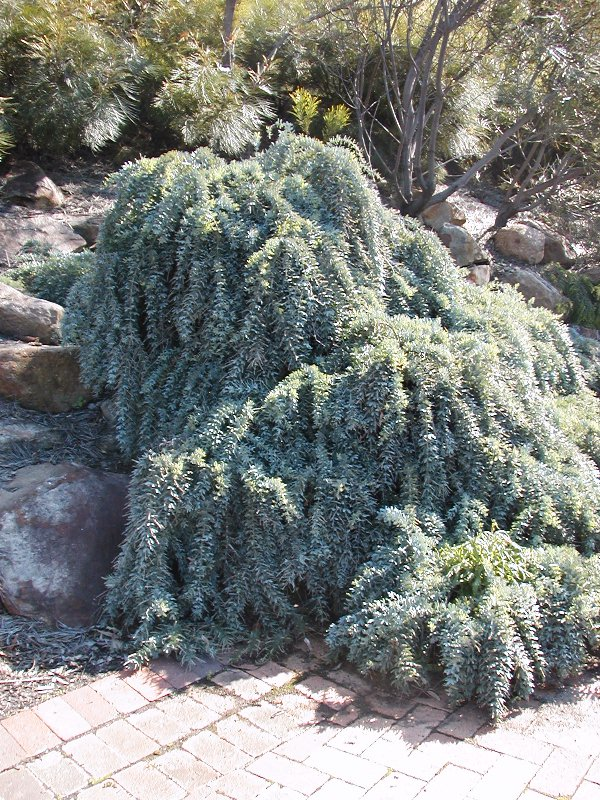
Декоративна форма акації Бейлі

## Синоніми
- Acacia baileyana var. baileyana F.Muell., 1888
- Acacia baileyana var. aurea Pescott, 1917
- Racosperma baileyanum (F.Muell.) Pedley